# Luperina venosa
Luperina venosa là một loài bướm đêm trong họ Noctuidae.